# Durchführungszeit
Die Durchführungszeit ist nach dem Verband für Arbeitsgestaltung, Betriebsorganisation und Unternehmensentwicklung (REFA) die Zeit, die zur Durchführung eines Auftrages erforderlich ist.
Die Durchführungszeit bildet die wesentliche Grundlage zur Ermittlung der Durchlaufzeit. Sie wird für jeweils ein Arbeitssystem aus der Summe der Haupt- und Nebendurchführungszeit gebildet.